# Bernardo Martorell
Bernardo Martorell, Bernat Martorell (ur. ok. 1400, zm. w 1452 między 13 a 23 grudnia w Barcelonie) – wczesnorenesansowy hiszpański (kataloński) malarz i miniaturzysta.
Działał w Barcelonie w latach 1427–1452. Tworzył pod wpływem malarzy francuskich i flamandzkich, a jego styl miał charakter gotyku międzynarodowego. Projektował witraże oraz ozdabiał książki (miniatury w Llibre d'Hores).
Za jego poprzednika uważa się Luisa Borrassę (prawdopodobnie u niego się kształcił), a za następcę Jaume Hugueta.

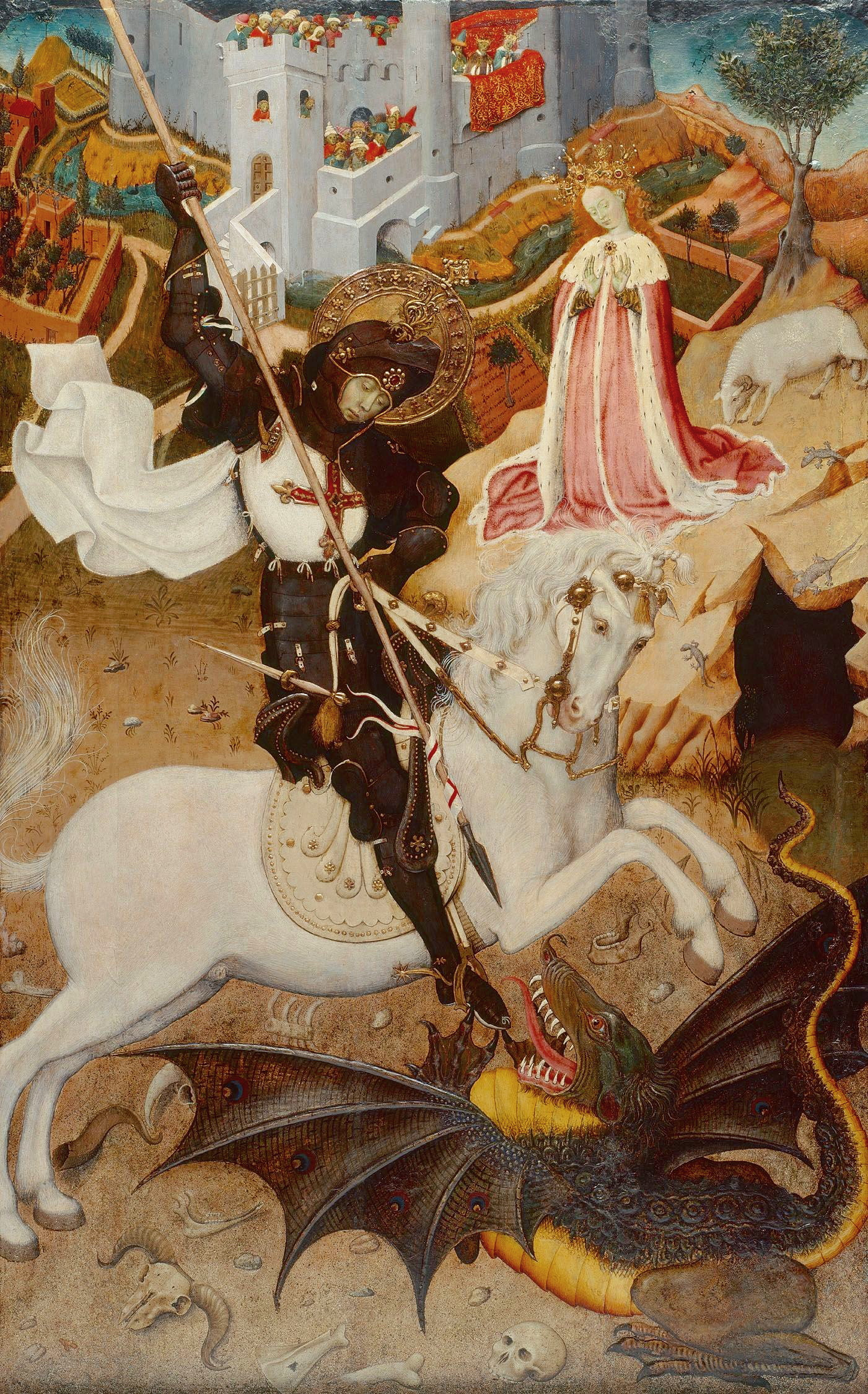
Św. Jerzy zabija smoka